# Железная Маска

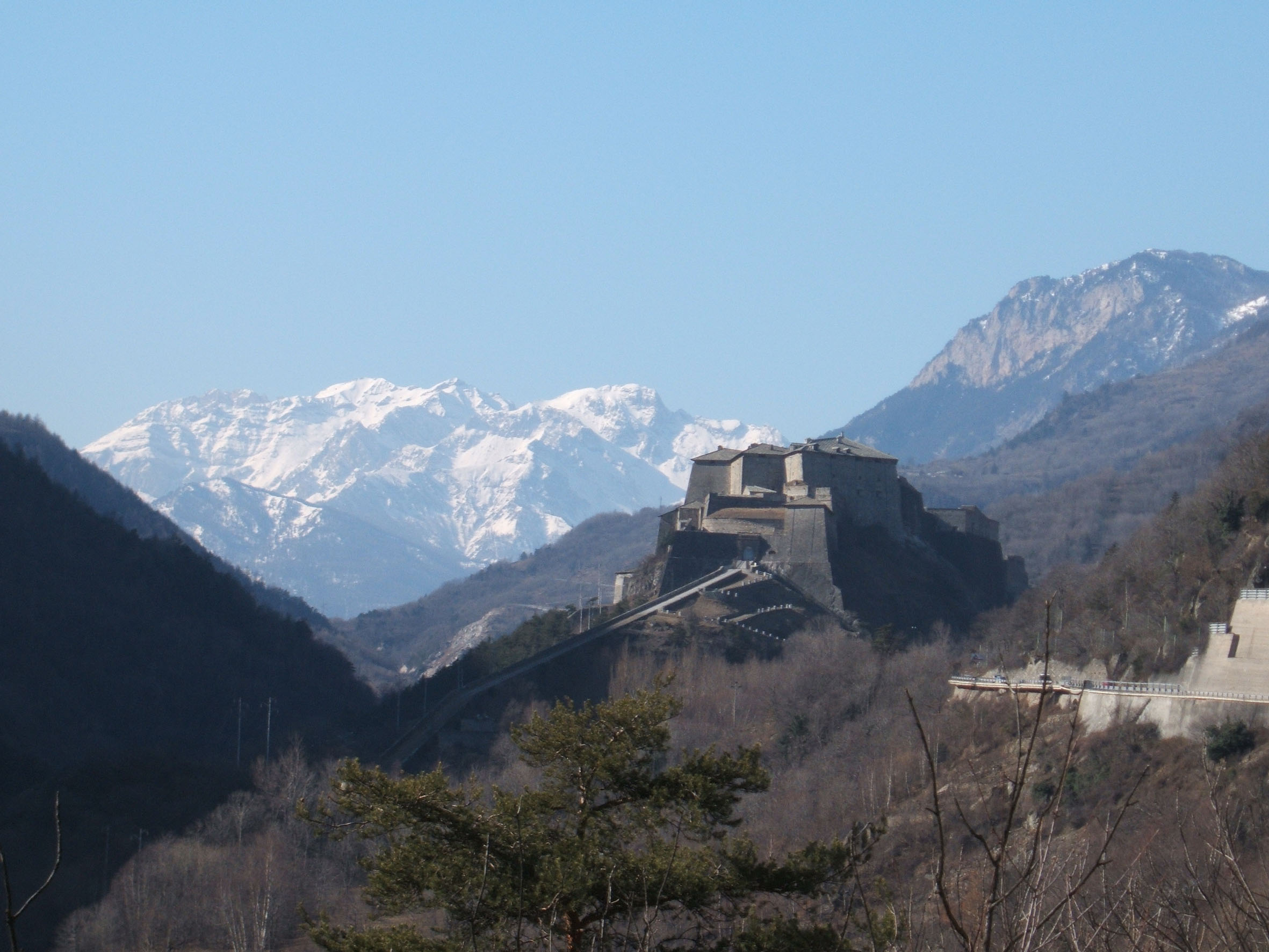
Крепость Эксиллес, где в последний раз видели узника в маске

Желе́зная Ма́ска (фр. Le Masque de Fer), он же Челове́к в желе́зной ма́ске (фр. L'Homme au Masque de Fer; 1640-е — 19 ноября 1703) — таинственный узник под номером 64489001 эпохи короля Людовика XIV, арестованный в 1669 или 1670 году и содержавшийся в ряде французских тюрем, в том числе в Бастилии (с 1698 года) и Пиньероль (ныне Пинероло, Италия). На протяжении 34 лет его охранником был один и тот же человек, Бенинь Доверн де Сен-Мар. Узник скончался 19 ноября 1703 года и был похоронен под именем «Marchioly». Его лицо никто не видел, поскольку он носил маску из чёрного бархата. Личность узника до сих пор остаётся загадкой: историки выдвигали разнообразные теории, которые находили своё отражение в книгах и фильмах.
Известный писатель и философ Вольтер в своём втором издании «Вопросов к Энциклопедии» (1771 год) выдвинул версию, что узник носил не бархатную, а железную маску, и что под этой маской скрывался старший брат Людовика XIV. Единственные исторические сведения о человеке в железной маске возможно почерпнуть из переписки Сен-Мара со своим руководством в Париже. По другим версиям, узником был некий Эсташ Доже (фр. Eustache Dauger), участник нескольких политических скандалов конца XVII века, однако и эта теория не является убедительной.
Национальный архив Франции в 2015 году опубликовал в Интернете оригинальные документы, связанные с делами Сен-Мара. Один из таких документов (64 страницы) был составлен в 1708 году в Бастилии, а другой (68 страниц) в цитадели на острове Сент-Маргерит в 1691 году. Они считались утерянными больше 100 лет, пока их не обнаружили в 2015 году ещё со 100 миллионами документов Центрального нотариального отделения. Было установлено, что всего около 800 документов, принадлежавших Сен-Мару, были проанализированы после его смерти и подтвердили его склонность к жадности, поскольку он тратил на себя все средства, выделяемые Людовиком XIV на содержание узника. Там же даётся описание камеры, в которой находился заключённый: из удобств был только матрас, на котором тот мог спать. При научной поддержке Национальной библиотеки Франции и её коллекций старинных тканей в 2015 году была создана виртуальная реконструкция тюремной камеры Железной Маски.
Человек в железной маске оказал огромное влияние на литературу. Он упоминается в романе «Виконт де Бражелон, или Десять лет спустя» и пьесе «Узник Бастилии» Александра Дюма: узником является брат-близнец Людовика XIV. Дюма также представил в шестом томе «Истории знаменитых преступлений» в главе «Человек в железной маске» список всех возможных теорий по поводу того, кем был загадочный узник.

## Биография узника

### Арест и заключение

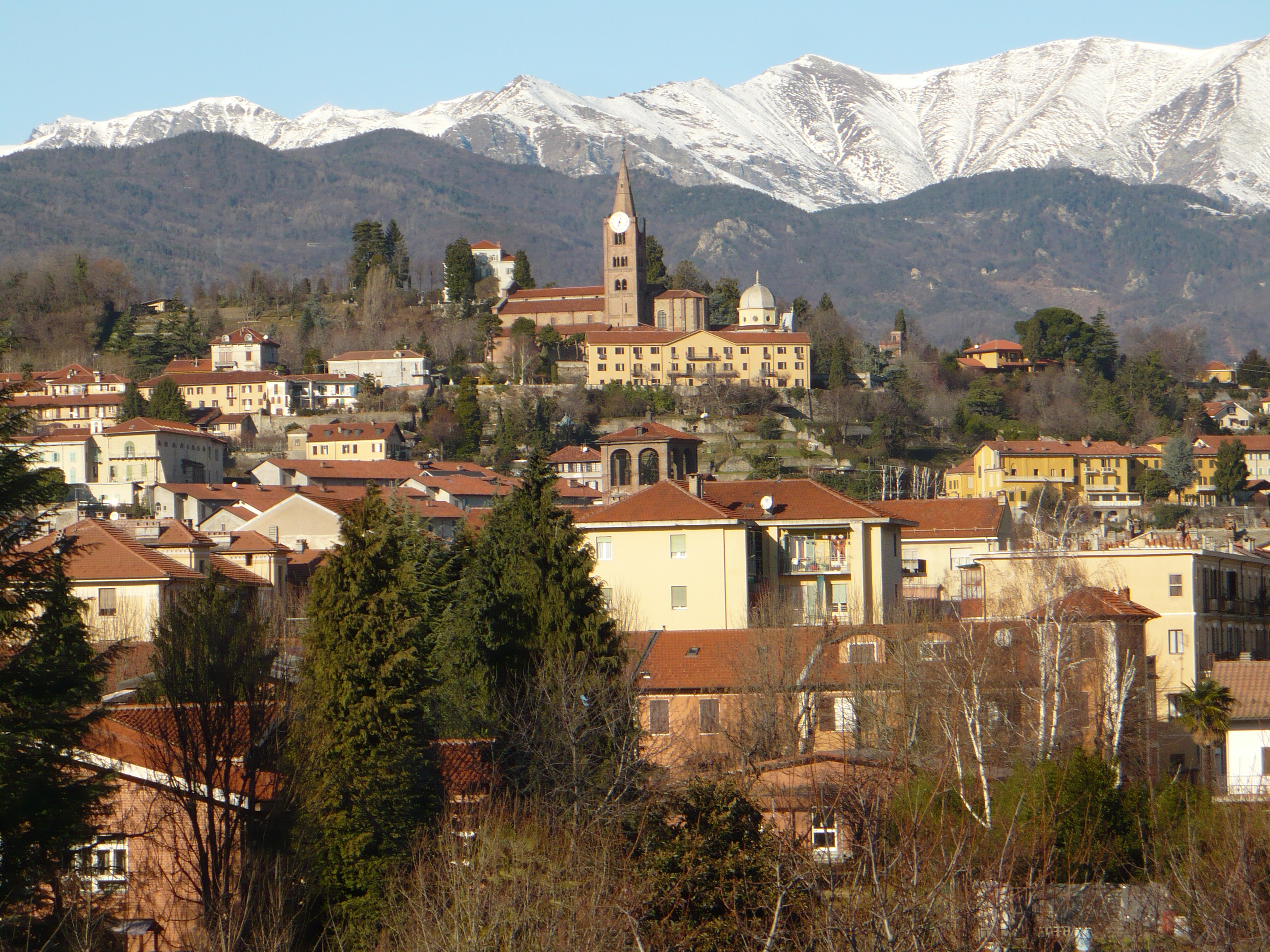
Город Пинероло

В июле 1669 года военный министр Людовика XIV маркиз де Лувуа отправил письмо Бениню Доверну де Сен-Мару, начальнику тюрьмы Пиньероль (в то время город Пинероло принадлежал Франции) о прибытии узника под именем «Эсташ Доже» в течение следующего месяца. Это считается первым письменным упоминанием Человека в железной маске. Лувуа приказал Сен-Мару подготовить камеру со множеством дверей, которые бы закрывались одна за другой так, чтобы никто не мог услышать, что происходит в камере. Сен-Мар мог видеть узника только раз в день, чтобы предоставить ему всё необходимое, но не более, чем камердинеру. Некоторые историки полагали, что пленника якобы полагалось убить, если он заговорит о чём-либо другом.
Имя узника в письме было вписано другим почерком, что предполагало, что кто-то из слуг Лувуа мог это сделать. «Доже» был арестован капитаном Александром де Воруа, комендантом Дюнкерка, и сослан в Пиньероль, куда прибыл в конце августа. По другим данным, арест состоялся в Кале, о чём не знал даже местный губернатор, предполагая, что за капитаном де Воруа охотились испанские солдаты, попавшие на территорию Франции из испанских владений в Нидерландах. Тогда же начались споры о том, кто был этим узником. Согласно большинству толкований легенды, узник никогда не снимал маску.

### Человек в маске в качестве слуги

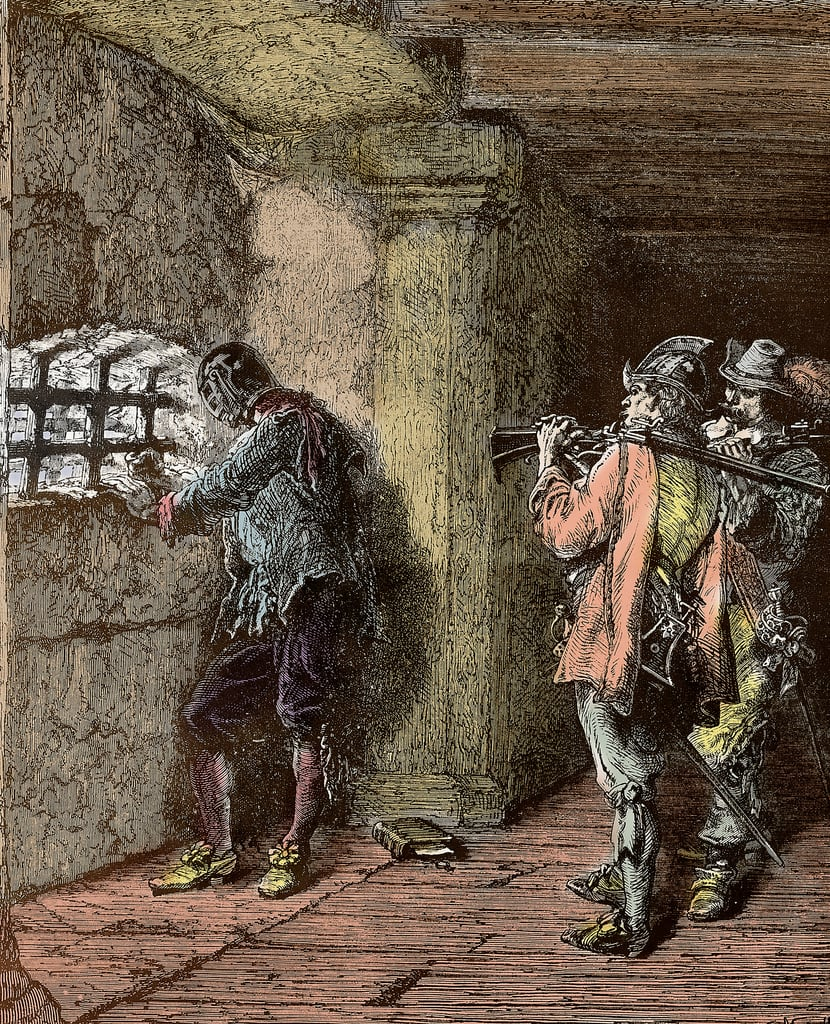
Гравюра 1872 года

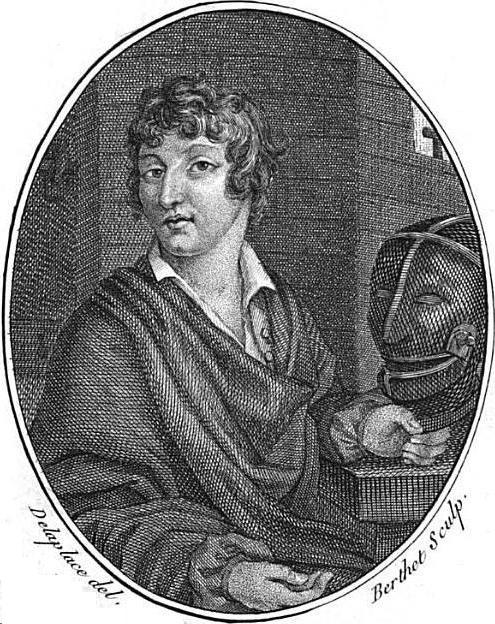
Предполагаемый портрет узника авторства Жана-Жозефа Реньо-Варана

В тюрьму Пиньероль отправляли государственных преступников, поэтому обычно там было несколько человек. Среди узников этой тюрьмы были граф Эрколе Антонио Маттиоли, которого осудили за двойное пересечение границы Франции и за нарушение сделки по присоединению замка Казале-Монферрато; суперинтендант финансов Николя Фуке, попавшийся на присвоении денег; Антуан Номпар Комон де Ла Форс, маркиз де Лозен, который сватался к кузине короля Анне де Монпансье без одобрения самого короля. Камера Фуке была этажом выше камеры де Лозена.
В письмах к Лувуа Сен-Мар писал, что «Доже» — тихий и скромный человек, не представляющий опасности и преданный воле Бога и Короля, в то время как другие узники пытались устроить побег, жаловались, истерили или сходили с ума. Полной изоляции не было, у заключённых были слуги. Так, у Фуке был слуга по имени Ла Ривьер, однако подобные слуги сами же по положению не отличались от арестантов. Когда Ла Ривьер болел, то Сен-Мар подавал прошение разрешить Доже занять временно пост слуги. Лувуа разрешил это делать в 1675 году только в тех случаях, когда Ла Ривьера невозможно было попросить и если Фуке не желал кого-либо видеть. Если же Фуке и де Лозен встречались, то «Доже» не должен был присутствовать.
Хотя Фуке был обречён провести остаток дней в заточении и встреча с узником в маске ничего не меняла, де Лозен ожидал скорейшего освобождения, но ожидалось, что он не должен даже раскрывать личности узника. Специалисты по XVII веку полагают, что хотя по протоколу не полагалось представителю королевской семьи быть в качестве слуги, тогда же появились первые слухи о том, что узник в маске был королевского происхождения. В 1680 году Сен-Мар после кончины Фуке обнаружил секретную лазейку между камерами Фуке и де Лозена, предположив, что они могли переговариваться и что де Лозен узнал о существовании «Доже». Лувуа в ответ на это сообщение приказал Сен-Мару перевести де Лозена в камеру Фуке и убедить, что «Доже» и Ла Ривьер были освобождены, хотя на самом деле их увели в другую часть тюрьмы.

### В других тюрьмах

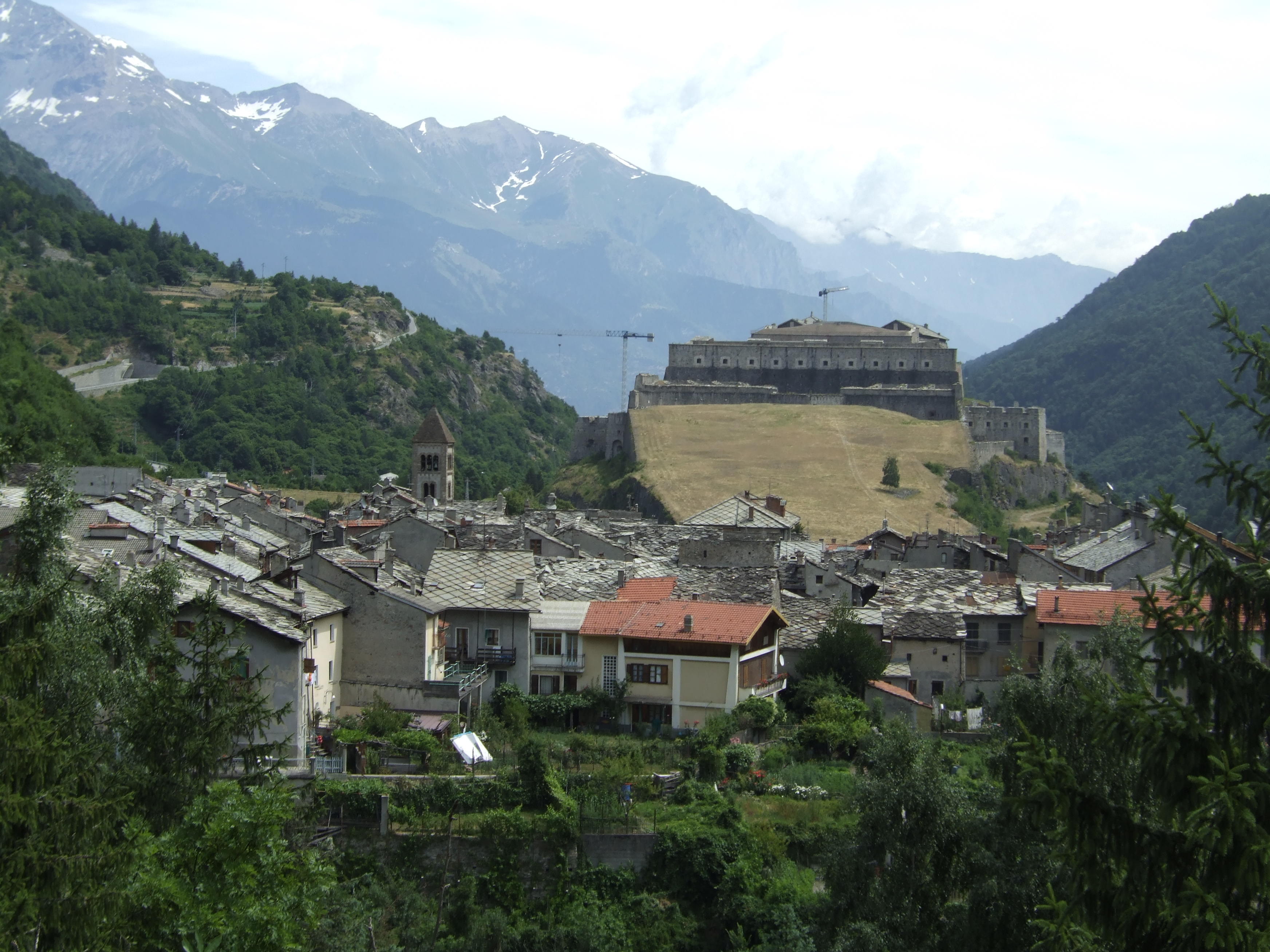
Форт Эксиллес

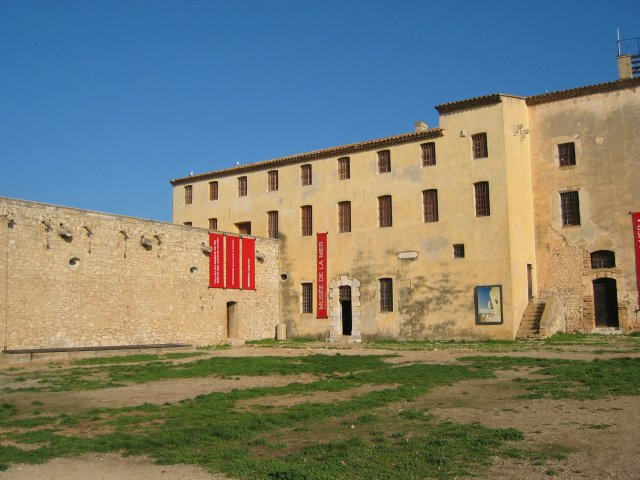
Остров Сент-Маргерит

В 1681 году де Лозен был освобождён, а Сен-Мара назначили губернатором форта Экзиль (ныне город Эксиллес), куда были сосланы человек в маске и Ла Ривьер. В январе 1687 года скончался Ла Ривьер, и Сен-Мар и «Доже» отправились на остров Сен-Маргерит (миля от Канн). Тогда же распространились слухи, что узник носит железную маску, и снова его отправили в камеру со множеством дверей. 18 сентября 1698 года Сен-Мар стал начальником Бастилии, куда отправили и известного узника, поселив его в третьей камере башни Бертодьер с большим количеством мебели. Заместитель начальника тюрьмы де Розарж обязался кормить узника. Лейтенант дю Жонка, офицер тюрьмы, отметил, что узник носил маску из чёрного бархата.
19 ноября 1703 года узник в маске скончался и был похоронен под именем «Marchioly». Всю мебель и одежду специально уничтожили, закрасив стены и расплавив все металлические вещи. В 1711 году Елизавета Шарлотта Пфальцская отправила письмо своей тёте Софии Ганноверской, в котором утверждала, что с пленником хорошо обращались и давали ему всё необходимое, однако два мушкетёра, чтобы узник не рассказал, кто он есть на самом деле, готовы были убить его в случае, если он снимет маску. Эти сведения также породили множество слухов.

## Интерес к личности
Судьба загадочного узника и сознательное уничтожение всех его следов пребывания стали причиной интереса историков и рождения многих легенд. Было составлено множество теорий и несколько книг, а после обнаружения писем дискуссии усилились. Наиболее популярными версиями в то время были, что под маской был некий маршал Франции, Генри Кромвель (сын Оливера Кромвеля) или герцог Франсуа де Бофор. Такие писатели, как Вольтер или Александр Дюма, высказывали и анализировали многие теории о человеке в маске.

## Версии
Первые открытые сведения о таинственном узнике появились в книге «Mémoires secrets pour servir à l’histoire de Perse» («Тайные записки по истории персидского двора», Амстердам, 1745—1746), из которой следовало, что «Железная Маска» — это герцог Вермандуа, внебрачный сын Людовика XIV и Луизы де Лавальер, который якобы дал пощёчину своему единокровному брату, Великому Дофину, и искупил эту вину вечным заключением. Версия эта неправдоподобна, так как реальный Людовик Бурбонский скончался ещё в 1683 году, в возрасте 16 лет. Сейчас существуют десятки самых разных гипотез об этом узнике и причинах его заключения.
Некоторые голландские писатели предполагали, что «Железная Маска» — иностранец, молодой дворянин, камергер королевы Анны Австрийской и настоящий отец Людовика XIV. Лагранж-Шансель пытался доказать, в «L’année littéraire» (1759), что Железная Маска был не кто иной, как герцог Франсуа де Бофор, что было полностью опровергнуто Н. Aulaire в его «Histoire de la fronde». Достоверные сведения о «железной маске» дал впервые иезуит Гриффе, бывший 9 лет духовником в Бастилии, в своем «Traité des différentes sortes de preuves qui servent à établir la vérité dans l’Histoire» (1769), где он приводит дневник дю Жонка, королевского лейтенанта в Бастилии, и список умерших церкви Св. Павла. По этому дневнику, 19 сентября 1698 года с острова Святой Маргариты доставлен был в портшезе узник, имя которого было неизвестно, и лицо которого было постоянно закрыто чёрной бархатной (а не железной) маской. Вообще Гриффе склонялся к высказанному в «Mémoires secrets» мнению о личности «железной маски».

### Представители королевской семьи
Вольтер в своем сочинении «Век Людовика XIV» (1751) пробудил всеобщий интерес к этой загадочной личности, впервые изложив легенду, согласно которой «Железная Маска» был незаконным сыном Анны Австрийской и кардинала Мазарини — по факту он был братом Людовика XIV. Эта версия ставится под сомнение многими историками. В седьмом издании «Dictionnaire philosophique» в статье об «Анне Австрийской» Вольтер вернулся к истории «железной маски», указав, что он предполагает личность узника, но, как француз, должен молчать.

#### Незаконный брат / брат-близнец Людовика XIV
В сочинении «Железная маска» авторства Марселя Паньоля утверждается, что обстоятельства рождения Людовика XIV достаточно загадочны, вследствие чего автор предположил: у Людовика был брат-близнец, родившийся чуть позже него, однако младенца скрыли от посторонних глаз, чтобы исключить какой-либо спор за трон. Паньоль называет имя этого человека — Джеймс де ля Клош, который вырос на острове Джерси и позже подготовил заговор против Людовика XIV во главе с Ру де Марсильи. В 1669 году Джеймса арестовали после казни Ру, который под пытками выдал заговорщика. Эту же версию поддерживал аббат Суляви, издавший «Мемуары маршала Ришельё» (фр. Mémoires du Maréchal de Richelieu, Лондон и Париж, 1790), но выдвигал другую трактовку — Людовик XIII велел тайно воспитать этого принца, чтобы предотвратить беды, которые должны были произойти для королевского дома от этого двойного рождения, согласно некоему предсказанию. Однако после смерти Мазарини Людовик XIV узнал о рождении брата, велел его заточить и, ввиду их поразительного сходства, заставил его носить маску. Во время революции это мнение считалось наиболее верным.
Ряд таких историков, как Жан-Кристиан Петифис, отрицает эту версию и называет в качестве контраргумента факт, что обстоятельства рождения Людовика XIV не были скрыты кем-либо: роды состоялись в присутствии королевского двора. Паньоль же возражает, указывая на то, что Людовик XIII отправился в часовню Святого Германа, где исполнялся Te Deum, что было необычным. Обычно этот гимн звучал за несколько дней до рождения наследника. Предполагалось, что королева оставалась только с повивальщицей в ожидании рождения второго ребёнка. Путаница в определении того, кто родился раньше из близнецов, могла стать угрозой для трона. В принципе, рождение близнецов в династиях Капетингов, Валуа, Бурбонов и Орлеанских не было необычным фактом. Александр Дюма выдвигал версию о близнецах в романе «Виконт де Бражелон, или Десять лет спустя» и пьесе «Узник Бастилии», благодаря чему она стала основой сценария нескольких фильмов.
Однако Вольтер указывает, что «железной маской» был именно старший брат Людовика XIV, незаконный сын Анны Австрийской. Уверенность в её бесплодности была опровергнута рождением незаконного сына, а уже затем она родила Людовика XIV от мужа. Людовик XIV узнал о единоутробном брате, уже будучи совершеннолетним, и велел его заточить.
Писатель Саймон Сингх утверждает, что если бы узником в маске был брат-близнец Людовика XIV, то король оставил бы ряд «ложных следов», чтобы не позволить особо любопытным личностям разгадать тайну узника в маске.

#### Отец Людовика XIV
Хью Росс Уильямсон считает, что в «железной маске» скрывался настоящий отец Людовика XIV. Предполагалось, что Людовик XIV родился в 1638 году, уже когда Людовик XIII на протяжении 14 лет не общался с супругой. Его физиологические данные с большой долей вероятности не позволяли стать ему отцом наследника. В случае кончины Людовика на трон взошёл бы его брат Гастон Орлеанский, которого не желали видеть на троне ни Ришельё, ни Людовик XIII, ни королева.
Согласно теории Уильямсона, Ришельё нашёл незаконного сына или внука Генриха IV, который вступил в интимную связь с королевой, а та родила наследника. Неизвестный отец бежал во французские колонии в Америке, после чего вернулся в 1660-е годы во Францию с большой суммой денег в обмен на сохранение его тайны и был отправлен в тюрьму. Эта теория могла бы объяснить, почему личность пленника не раскрывали и попросту не убили. В случае раскрытия правды Людовика XIV признали бы узурпатором престола. Одним из первых подобную версию разработал Хью Сесил, 1-й барон Куиксвуд, однако утверждал, что его идея чисто гипотетическая. Уильямсон же считал, что она достаточно правдоподобная и объясняет все причины тайны узника в железной маске, однако её серьёзным недостатком является невозможность установить возраст узника.
Историк Робер Амбелен сообщает, что королева действительно опасалась признания факта, что Людовик XIII — не настоящий отец Людовика XIV. В качестве настоящего отца Людовика XIV историки называют различных лиц: капитана кардинальской гвардии Франсуа Доже де Кавуа, принца Конде и даже кардинала Мазарини. Linguet, в своей «Bastille devoilée», называет отцом Железной Маски герцога Бекингэма, а St. Michel обнародовал книгу, в которой старался доказать тайный брак королевы Анны с Мазарини.

### Генерал Вивьен де Булон
В 1890 году военный историк Луи Жандрон обнаружил серию зашифрованных писем Людовика XIV и передал их криптоаналитику Этьену Базери из департамента криптографии французской армии. Проработав три года, Базери смог расшифровать архивы Людовика XIV, зашифрованные Великим шифром по системе Россиньолей. В частности, в одном из писем находилось сообщение об узнике, которого звали Вивьен де Булон (фр. Vivien l'Abbé de Bulonde), генерал французской армии. Одно из писем, составленное Лувуа, указывало на то, за что де Булон попал в тюрьму.
Как установили историки, де Булон покрыл позором себя и французскую армию во время Девятилетней войны. В 1691 году при осаде города Кунео он узнал о приближении австрийских войск и, несмотря на приказ держать позиции, в панике приказал отступить, бросив снаряжение и раненых. Разгневанный поступком Людовик XIV составил письмо с указаниями о том, как следовало поступить в отношении Булона. Базери потратил три года на то, чтобы расшифровать все предложенные Жандроном письма, и в одном из писем ему удалось расшифровать следующие важные строки, проливавшие свет на судьбу де Булона:

Нет необходимости объяснять Вам, с каким неудовольствием Его Величество узнал о неподчинении, когда вопреки вашему приказу и без необходимости месье де Булон принял решение прекратить осаду Кунео, поскольку Его Величество знает лучше, чем кто бы то ни было, последствия такого поступка, и он также осознаёт, насколько серьёзно наша неудача нанесёт вред нашему благому делу, неудача, которая должна быть исправлена за зиму. Его Величество желает, чтобы Вы не медленно арестовали генерала де Булона и препроводили его в крепость Пиньероль, где он должен будет находиться ночью запертым на замок в тюремной камере и под стражей, а днём ему разрешается прогулка по крепостной стене в маске.
Оригинальный текст (фр.)Il n'est pas nécessaire que je vous explique avec quel déplaisir Sa Majesté a appris le désordre avec lequel contre votre ordre et sans nécessité Monsieur de Bulonde a pris le parti de lever le siège de Coni puisque Sa Majesté en connaissant mieux que personne les conséquences connait aussi combien est grand le préjudice que l'on recevra de n'avoir pas pris cette place dont il faudra tâcher de se rendre maître pendant l'hiver. Elle désire que vous fassiez arrêter Monsieur de Bulonde et le fassiez conduire à la citadelle de Pignerol où Sa Majesté veut qu'il soit gardé enfermé pendant la nuit dans une chambre de ladite citadelle et le jour ayant la liberté de se promener sur les remparts avec un masque.

Последние три группы цифр в исходной шифровке 330 309 не были расшифрованы, однако сторонники версии расшифровки от Базери полагают, что слово 330 означает «masque» (с фр. — «маска»), а 309 означает точку. Другие же утверждают, что Булон не был узником, поскольку о его аресте было всем известно, а его поступок осудили в газетах. Булон был освобождён несколько месяцев спустя, а его смерть наступила в 1709 году, шесть лет спустя после кончины узника в маске. По мнению Саймона Сингха, нельзя исключать версию, что письмо Людовика XIV было всего лишь «ложным следом» и что подлинным узником в маске был не Булон.

### Слуга
По версии законодателя времён Французской революции Пьера Ру-Фазильяка, историю об узнике в железной маске могли создать путём смешивания фактов из жизни слуги Эсташа Доже и графа Эрколе Антонио Маттиоли. По версии Эндрю Ланга, автора книги «Трагедия камердинера и прочие истории» (англ. The Valet's Tragedy and Other Stories, 1903), под именем Доже скрывался некто Мартин, служивший Ру де Марсильи. После казни его хозяина Мартина отправили в тюрьму, поскольку он слишком много знал о делах де Марсильи.

### Сын Карла II
Артур Барнс в книге «Человек маски» (англ. The Man of the Mask, 1908) предположил, что узник в железной маске — Джеймс де ля Клош, являющийся незаконным сыном короля Англии Карла II, протестанта по вероисповеданию, который являлся секретным представителем своего отца при дворе католического короля Франции. Людовик XIV мог бросить в тюрьму Джеймса, поскольку тот знал слишком много тайн об отношениях Англии и Франции.
Ещё один незаконный сын Карла, Джеймс Скотт, 1-й герцог Монмут, протестантского вероисповедания, также считается претендентом на место узника в железной маске. Будучи протестантом, Джеймс поднял восстание против своего дяди, короля Англии Якова II, католика по вероисповеданию. Восстание провалилось, и Монмута казнили в 1685 году. Однако писатель Сен-Фуа в 1768 году сообщил, что тогда был казнён другой человек, а герцог Монмут и стал узником в железной маске. В интересах Людовика XIV было помочь королю-католику, которому было необязательно убивать собственного племянника. Все утверждения Сен-Фуа основаны преимущественно на домыслах и теориях заговора о том, что казнь Монмута была фикцией.

### Итальянский дипломат и авантюрист Маттиоли
В XIX веке преобладающей стала версия, что пленником в чёрной бархатной маске был граф Эрколе Антонио Маттиоли, чью фамилию могли по ошибке записать как «Marchioly». Маттиоли был итальянским дипломатом, который якобы собирался продать в 1678 году Людовику XIV крепость Казале, которой владел герцог Мантуи Карл IV, бывший в больших долгах. Крепость находилась на границе с Францией и играла стратегическую роль в защите границ Мантуи, а французское присутствие там было нежелательным. Маттиоли, получивший сумму в 10 тысяч скудо и дорогие подарки, раскрыл тайну Савойе, Испании (противникам Франции на политической арене) и Австрии и заключил собственную сделку с властями ещё до ввода войск Франции на территорию крепости.
Узнавший об обмане Людовик XIV распорядился похитить Маттиоли и заключить его в тюрьму Пиньероль в апреле 1679 года. Спустя два года французы заняли Казале. В дальнейшем Маттиоли содержался на острове Сент-Маргерит, а затем в Бастилии. Сторонники версии считают, что в 1703 году его похоронили в церкви Святого Павла, изменив имя на могиле с «Mattioli» на «Marchioly», и схожесть этих фамилий является доказательством того, что в маске был именно Маттиоли. Достопочтенный Джордж Агар-Эллис, 1-й барон Дувр первым предположил, что Маттиоли был узником в маске, основав свои предположения на документах из французских архивов 1820-х годов, и опубликовал свою книгу в 1826 году. Спустя 70 лет немецкий историк Вильгельм Брёкинг независимо от Агар-Эллиса пришёл к тем же заключениям, а вскоре Роберт Чемберс в «Книге дней» высказал абсолютно ту же мысль.
Слабым местом этой версии считается то, что Маттиоли никогда не переводился в Эксиллес или Бастилию, согласно ранним письмам Сен-Мара.

### Другие версии
В период первой Империи появилась легенда, по которой Железной Маской был далёкий предок Наполеона Бонапарта: по легенде, этот человек на острове Святой Маргариты сошёлся с дочерью тюремщика, которая родила ему сына. Ребёнка вскоре отправили на Корсику, дав ему фамилию Буонапарте, что означает «хорошего происхождения».
Юнг (1873) вместе с Ризе («Die eiserne Maske», Грейфсвальд, 1876) утверждает, что «железной маской» был лотарингский дворянин Армуаз, который в 1672 году стоял в испанских Нидерландах во главе заговора против Людовика XIV и был захвачен в 1673 году.
Другие, рано отброшенные и явно фантастические, версии отождествляли Железную Маску с Николя Фуке, министром Людовика XIV, действительно умершим в Пиньероле.
Существует и версия, согласно которой под маской скрывался настоящий царь Пётр I, отправившийся в «Великое посольство», а в Россию вместо него вернулся самозванец. Историки не воспринимают эту версию всерьёз.
Очень оригинальна версия, предложенная в 1963 году французским историком Шарлем Бенекрутом. Он считает, что Железная Маска — это кардинал Мазарини. В 1614 году с острова Полинезия был вывезен во Францию в возрасте 12 лет туземец-альбинос, по странной случайности как две капли воды похожий на кардинала Мазарини. Впервые его сходство с кардиналом обнаружил в 1655 году герцог де Голль. Он попытался подменить Мазарини и, по данным историка, у него это замечательно получилось, причем после подмены туземец занял место министра при дворе Людовика XIV, а на Мазарини была надета пресловутая «железная маска».
В 1976 году советский исследователь Ю. Б. Татаринов на базе «матричного системного анализа» высказал предположение о том, что под «железной маской» скрывалось поочередно несколько человек: сначала экс-министр Фуке, затем Маттиоли и Эсташ Доже.

## Художественные отражения

### В литературе
- Александр Дюма описал «железную маску» в романе «Виконт де Бражелон, или Десять лет спустя». Он ещё раз вернулся к этой теме в пьесе «Узник Бастилии».
- Виктор Гюго, пьеса «Близнецы».
- Альфред де Виньи, поэма «Тюрьма».
- Артюр Бернед, роман «Человек в железной маске» (1930).
- Александр Дюма, «Княгиня Монако».
- Георг Борн, роман «Анна Австрийская, или Три мушкетёра королевы».
- Жюльетта Бенцони «Узник в маске».

### В кинематографе
- Железная маска[итал.], (Италия, 1909) режиссёр Оресте Ментасти[итал.].
- Уильям Бэйкуэлл — «Железная маска» / The Iron Mask (США; 1929); режиссёр Аллан Дуон.
- Луис Хейуорд — «Человек в Железной маске» / The Man in the Iron Mask (США; 1939); режиссёр Джеймс Уэйл.
- Жан-Франсуа Порон — «Железная маска» / Le masque de fer (Италия, Франция; 1962); режиссёр Анри Декуэн.
- Ричард Чемберлен — «Человек в железной маске» / The Man in the Iron Mask (Великобритания, США; 1977); режиссёр Майк Ньюэлл.
- Бо Бриджес — Пятый мушкетер, или тайна железной маски/ The Fifth Musketeer (ФРГ, Австрия; 1979); режиссёр Кен Эннакин.
- Дмитрий Харатьян — «Тайна королевы Анны, или Мушкетёры тридцать лет спустя» (Россия, 1993); реж. Георгий Юнгвальд-Хилькевич.
- Леонардо Ди Каприо — «Человек в железной маске» / The Man in the Iron Mask (США, 1998); реж. Рэндалл Уоллес.
- «Версаль (телесериал)» / Versailles (Франция, Канада 2015).